# M-ATV
M-ATV（MRAP All Terrain Vehicle）は、アメリカ合衆国のオシュコシュ社で開発された4×4輪駆動の耐地雷/伏撃防護装甲車（Mine Resistant Ambush Protected, MRAP）である。
従来の、大柄で重量のあるMRAPの車種と同等の防御力を持ちながら、より高い機動性を求めて計画された"MRAP All Terrain Vehicle"プログラムに応じて開発された車種で、M1114やM1151などの装甲型ハンヴィーの後継となることが意図されている。"MRAP All Terrain Vehicle"を日本語にすると、"耐地雷/伏撃防護,全地形対応車"というような意味になる。

## 概要
2008年夏頃、アメリカ国防総省はアフガニスタンの厳しい地形に対応できる、より機動性を重視したMRAPの検討を始めた。開示された概略要求仕様に対し、提示期限の8月21日までに20社を超えるメーカーから提案が出された。2008年12月には正式な要求仕様が決定した。この当時のM-ATVプログラムの予定調達数は、最低372両から最大10,000両の間とされており、おそらく2,080両になるとのことであった。
2009年3月には5社から提案された6種類の車種から候補を絞り込むための2ヶ月に及ぶアメリカ陸軍での試験が開始された。この試験に持ち込まれた車種は
- オシュコシュ社提案の車両（これが結果的に採用された本車である）。
- BAEシステムズ提案の、ケイマンの派生型。
- BAEシステムズ提案の、JLTV（Joint Light Tactical Vehicle, 統合軽戦術車両）計画に提案されていた物と同系列の車種。
- フォース・プロテクション（英語版）とジェネラル・ダイナミクス・ランド・システムズ共同提案の、チーター MMPV（英語版）の派生型。
- ジェネラル・ダイナミクス・ランド・システムズ・カナダ提案の、RG-31の派生型。
- ナビスター・インターナショナル提案の、MXT-MVの派生型。

の6種類であった。
2009年5月にRG-31が脱落した後、残りの5種に対して3両ずつテスト用車両を納品するよう要求が出され、引き続き評価が行われた。そして2009年6月30日に、オシュコシュ社の提案した車両が選定されたと伝えられた。MRAP計画を統括するアメリカ海兵隊のブロガン准将は、オシュコシュ製M-ATVが選定された理由として、生存性が最も高いと評価されたこと、オシュコシュ社の技術力と生産能力が評価されたこと、一方で車両単価は2番目に低価格だったことを挙げた。
初回の量産発注では、約10億USドルの予算で2,244両のM-ATVが注文された。その後調達数は5,244両にまで増やされた。内訳はアメリカ陸軍向けが2,598両、海兵隊向けが1,565両、特殊作戦軍（SOCOM）向け643両、空軍向け280両、海軍向け65両、そしてテスト用車両が93両であった。
2009年7月には最初の量産車46両がオシュコシュ社より納品され、10月には最初の車両がアフガニスタンに到着した。11月には納品数が1,000両以上となった。オシュコシュ社は国防総省との契約で月産1,000両の生産能力を要求されていたが、12月には本拠地であるウィスコンシン州オシュコシュと、ペンシルベニア州マッコネルズバーグでの分散生産体制により、その生産能力を獲得していた。2010年3月には、オシュコシュ社から初回発注分が完納された。その後も追加調達が行われ、総計8,722両のM-ATVがアフガニスタンで活動する陸軍、海兵隊、SOCOM、空軍に供給された。
アフガニスタンでの大規模な作戦終了後、アメリカ政府は調達されたM-ATVの約8割、およそ7,000両を維持することを決定した。約5,400両が陸軍、250両がSOCOM、1,350両が海兵隊その他の保有分となる。これらの車両の一部はオシュコシュ社によって改修を受けることとなり、2014年8月から順次改修が行われている。内容は、既生産車の最終量産パッチ相当への改修、車体下部追加装甲（Underbody Improvement Kit, UIK）の装着、改良された自動消火システム（Automatic Fire Extinguishing System, AFES）の搭載などである。
オシュコシュ社では2013年に、同社で開発した無人自動車"テラマックス"のシステムをM-ATVに搭載する計画も発表している。この改修によりM-ATVが無人地上車両（UGV）となり、工兵部隊での対IED任務や危険地域での移動経路確保任務などへ利用可能であると提案されている。
また2015年2月には、M-ATVにM230 30mm機関砲をRWSを介して搭載し、射撃するデモンストレーションが行われた。
2015年8月25日には、アメリカ軍の進める次期軍用車両の調達・配備計画である"JLTV"（Joint Light Tactical Vehicle, 統合軽戦術車両）計画の車種に、オシュコシュ社のL-ATVが選定された。JLTVは現在アメリカ軍で広く使用されているハンヴィーシリーズ全体の後継車種になることを目的としており、第一弾の契約では約67.5億ドルの予算で17,000両のL-ATVが導入される予定で、最終的には53,582両が総額535億ドルで調達される大型契約となる予定である。このL-ATVは、M-ATVの実戦での運用評価に基づいて開発された兄弟車両で、重量はM-ATVの2/3程度と軽く、より機動性の高い汎用車両である。
2023年9月のロシア軍のウクライナ進行の中で、最激戦地ザポリージャ州ロボティーンの攻防でウクライナ軍は、米軍供与のM-ATVでロシア軍が敷設した対戦車地雷を踏んでしまい大きな爆発を起こすも、乗員は全員無事であった。

## バリエーション

### アメリカ軍による形式分類
M1240
OGPK（装甲銃塔）を搭載した基本型。
M1240A1
M1240に車体下部追加装甲（Underbody Improvement Kit, UIK）を装着した車両。
M1277
M153 CROWS IIを搭載した発展型。
M1277A1
M1277にUIKを装着した車両。
M1245
アメリカ特殊作戦軍（SOCOM）向けの発展型。
M1245A1
M1245にUIKを装着した車両。

### オシュコシュ社による形式分類
M-ATV スタンダード
標準型。
M-ATV SXB
基本型。
M-ATV SXU
アップグレード型。
M-ATV SXF
特殊作戦向けの車両。
M-ATV エクステンデッド
積載容量拡張型。
M-ATV EXI
積載容量拡張型の基本型。
M-ATV EXE
工兵隊向けの車両。
M-ATV EXC
指揮車両型。
M-ATV EXM
野戦救急車型。
M-ATV 6×6
6×6輪駆動の拡張型。2015年10月の展示会に出展されたデモ用車両。車体重量約19トンであるが、最高速度・最小旋回半径は4×4輪駆動型と変わっていない。

## 画像

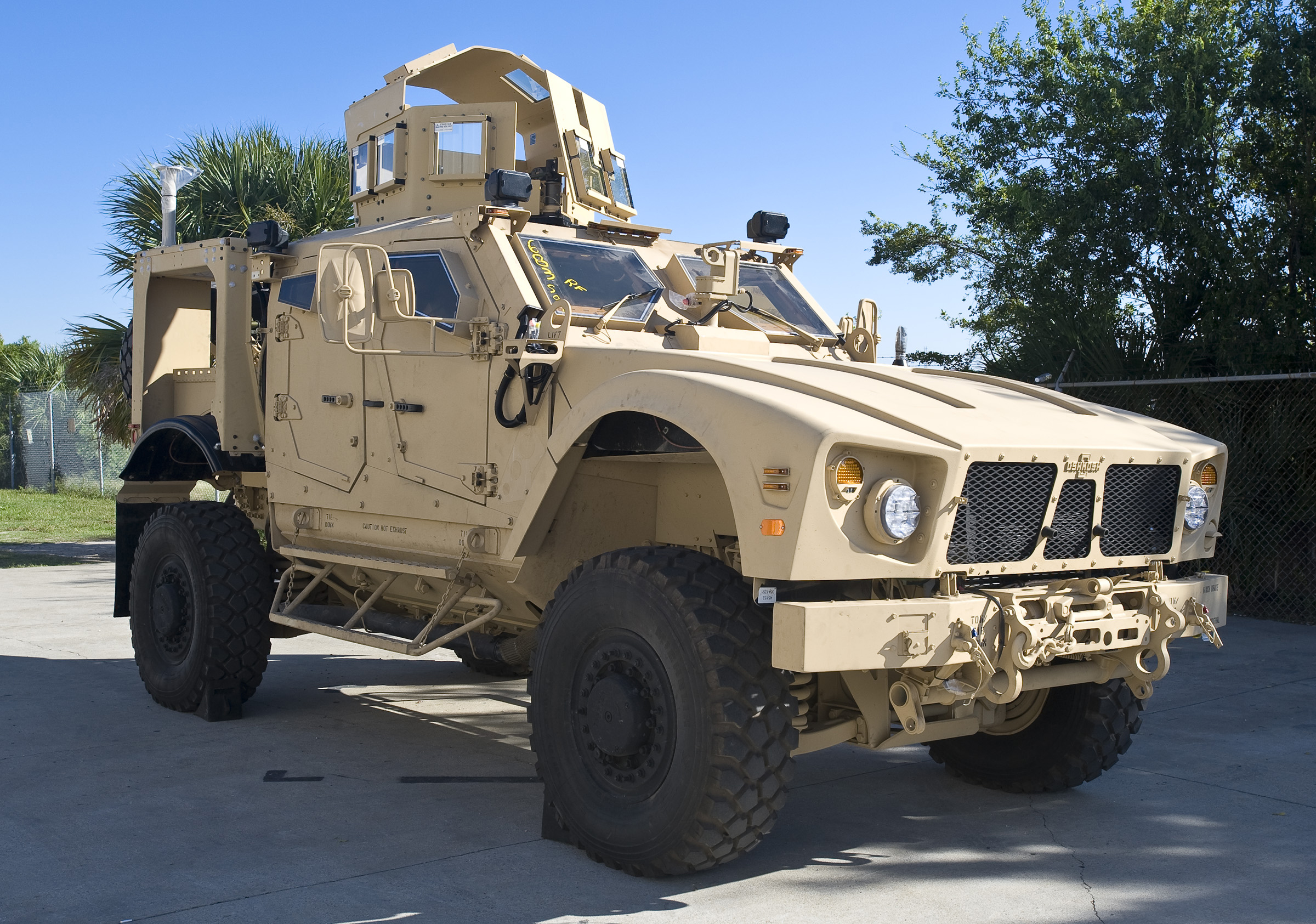
OGPK（装甲銃塔）を搭載した基本型のM1240/A1 M-ATV。
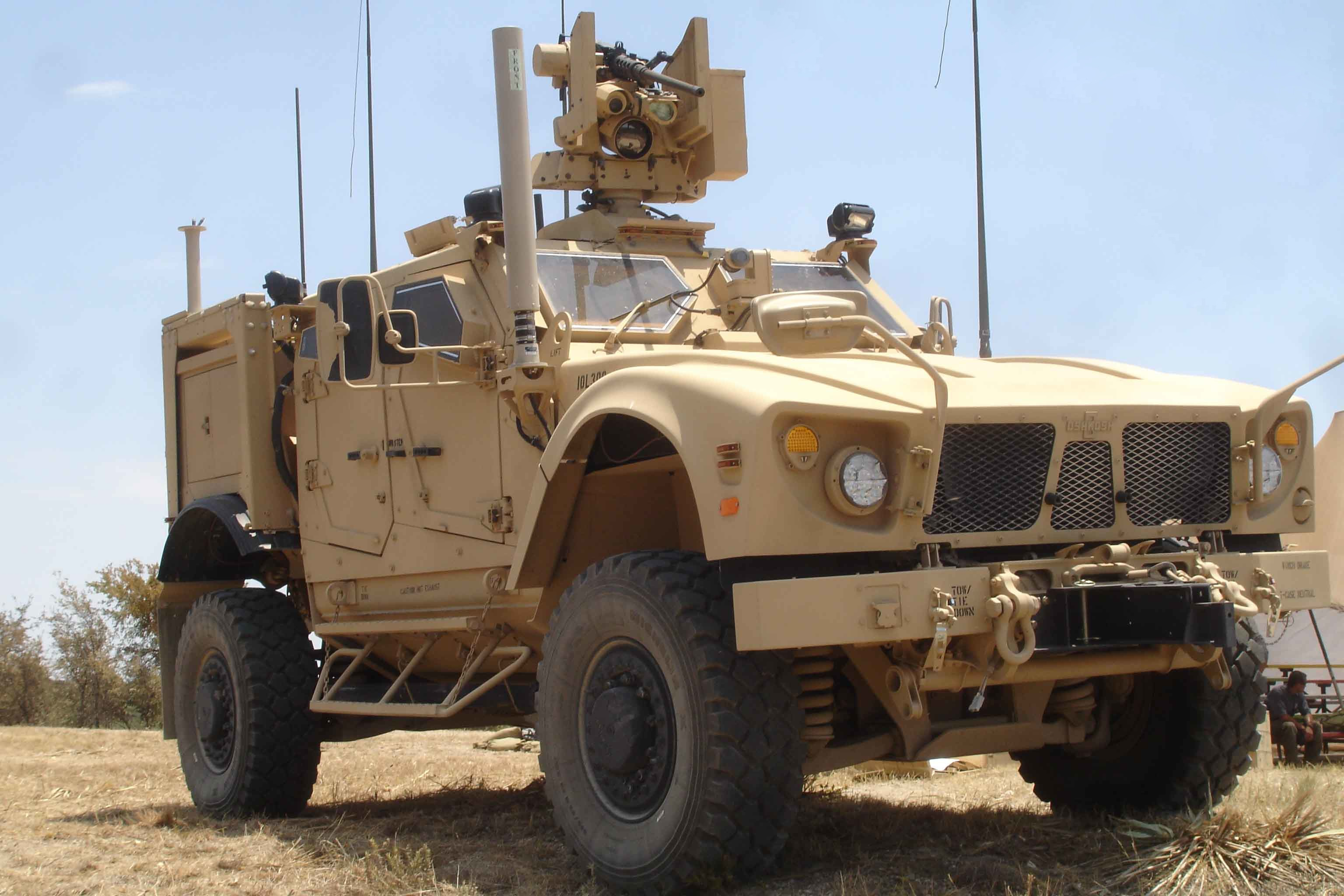
M153 CROWS IIを搭載した発展型のM1277/A1 M-ATV。
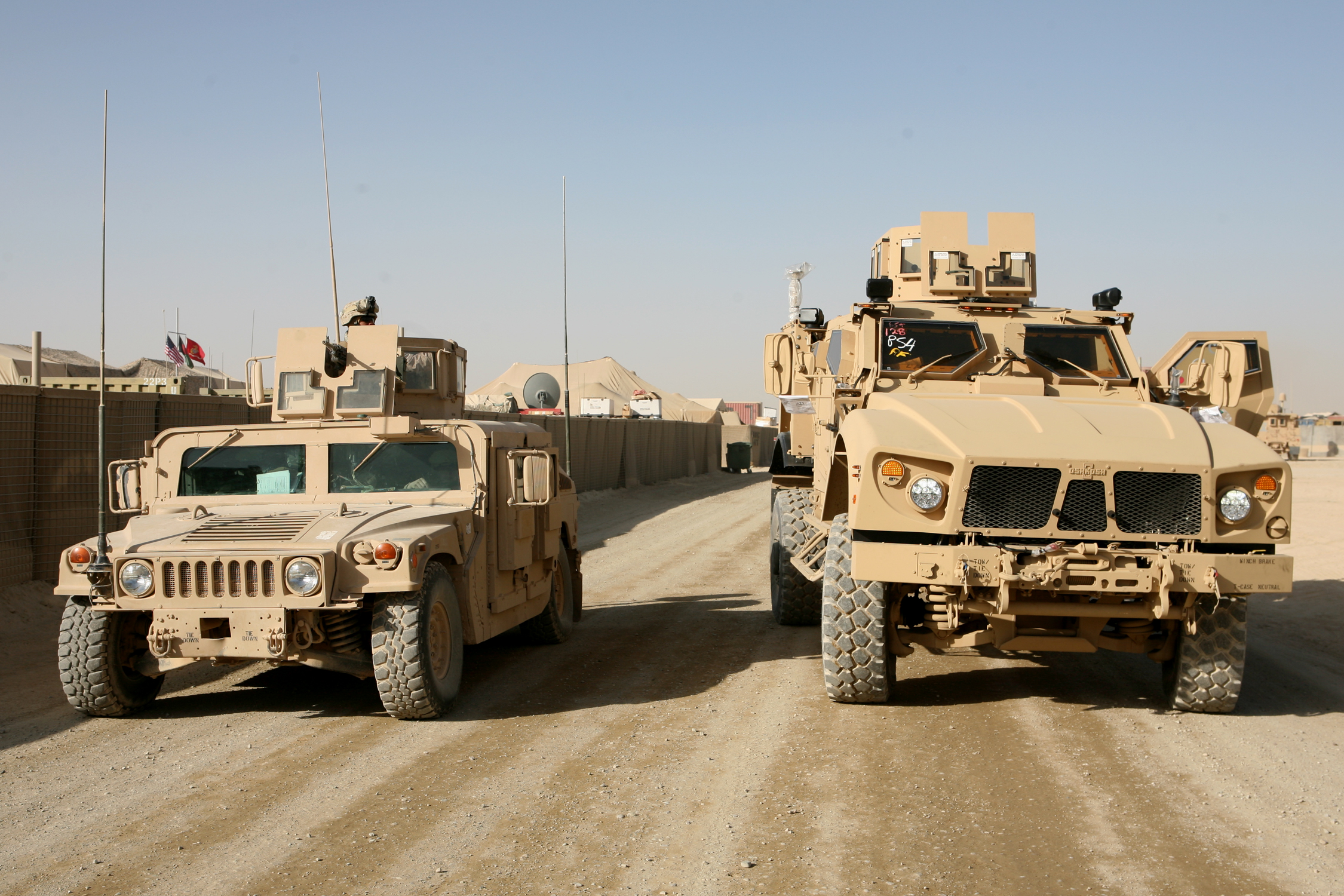
ハンヴィーと並ぶM-ATV（右側）。MRAPとしては小型の本車であるが、ハンヴィーに比べればかなり大柄な車両である。
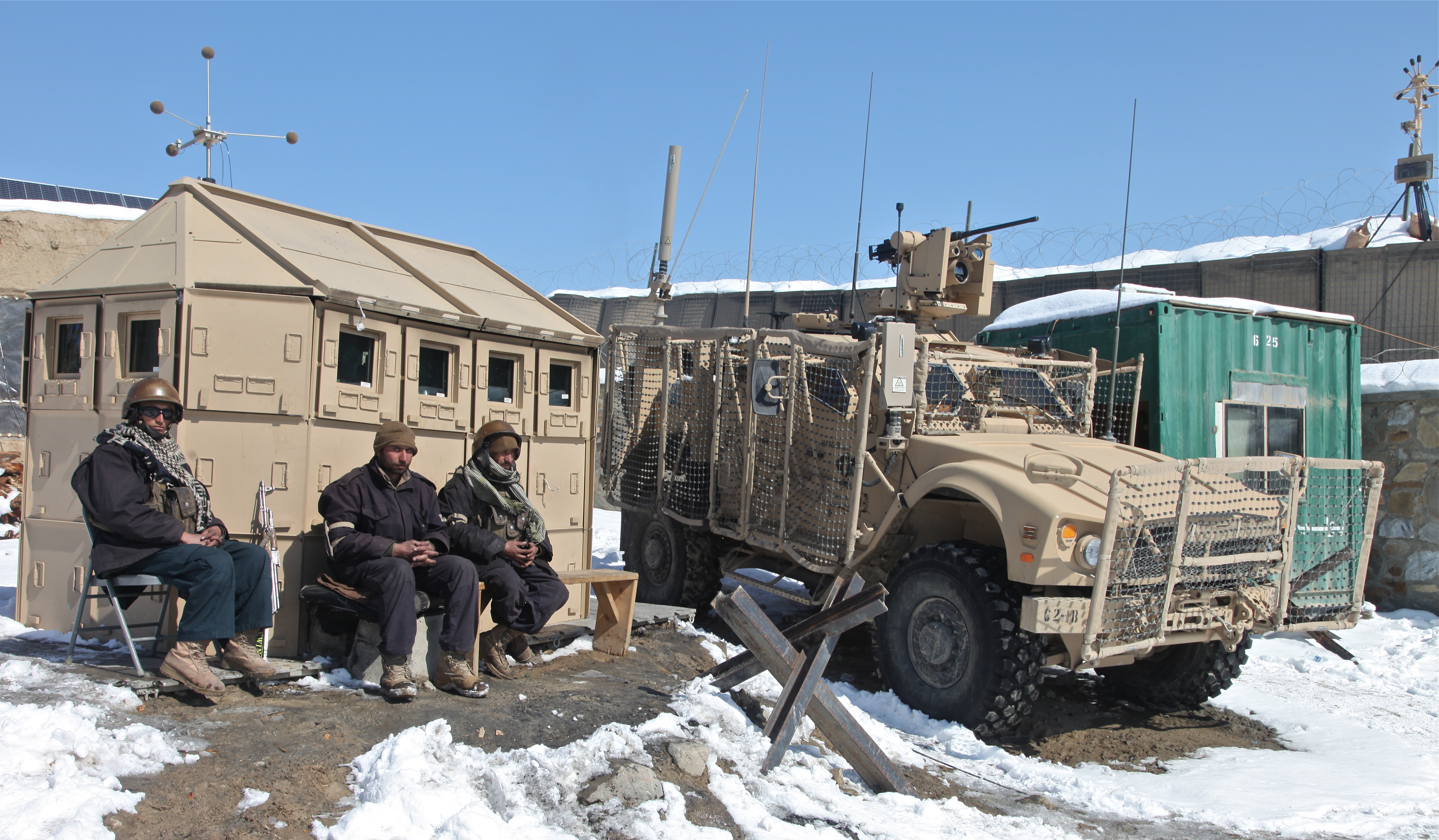
メッシュ状の増加装甲を装着したM-ATV。2012年、アフガニスタン。
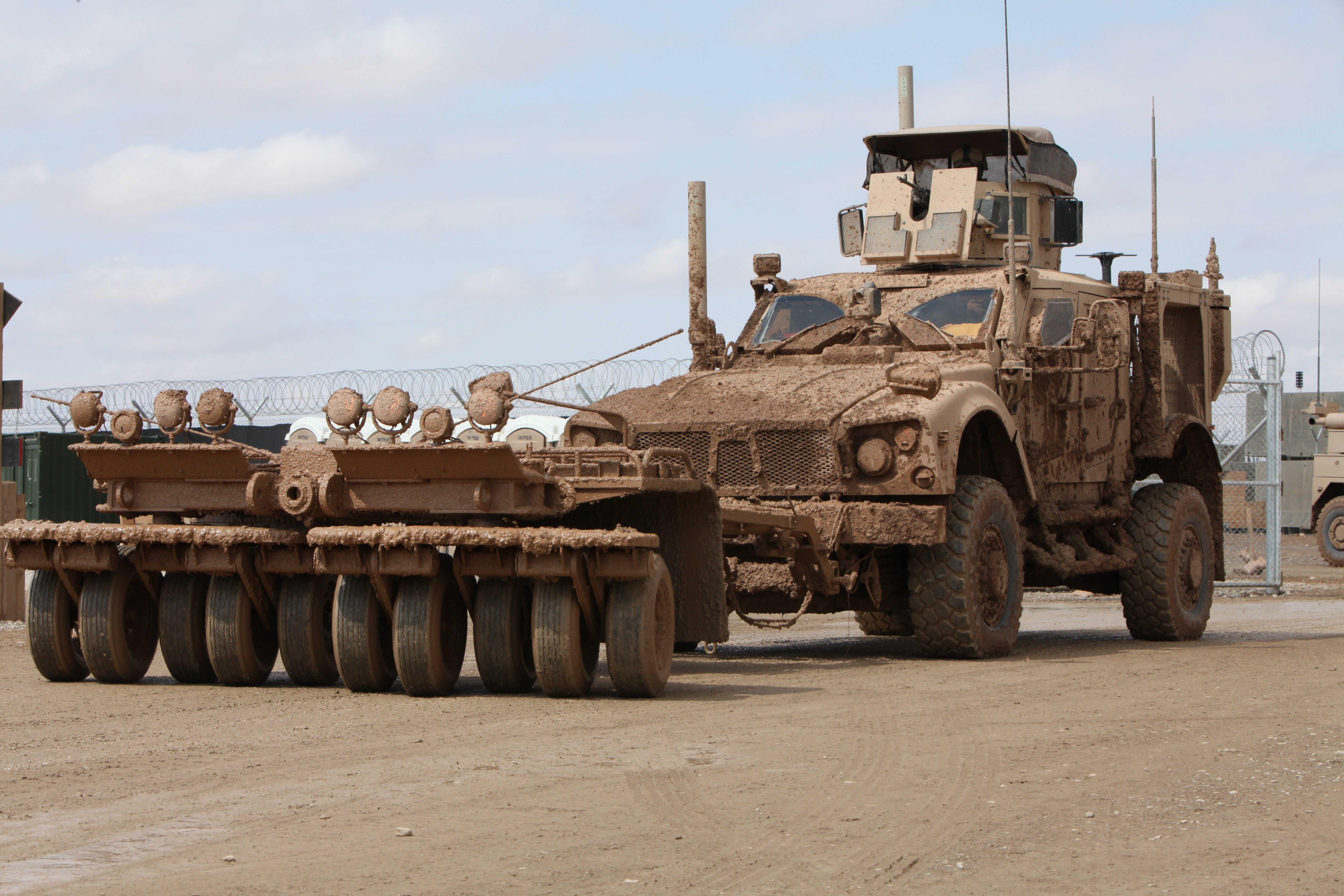
地雷処理ローラーを装着したM-ATV。
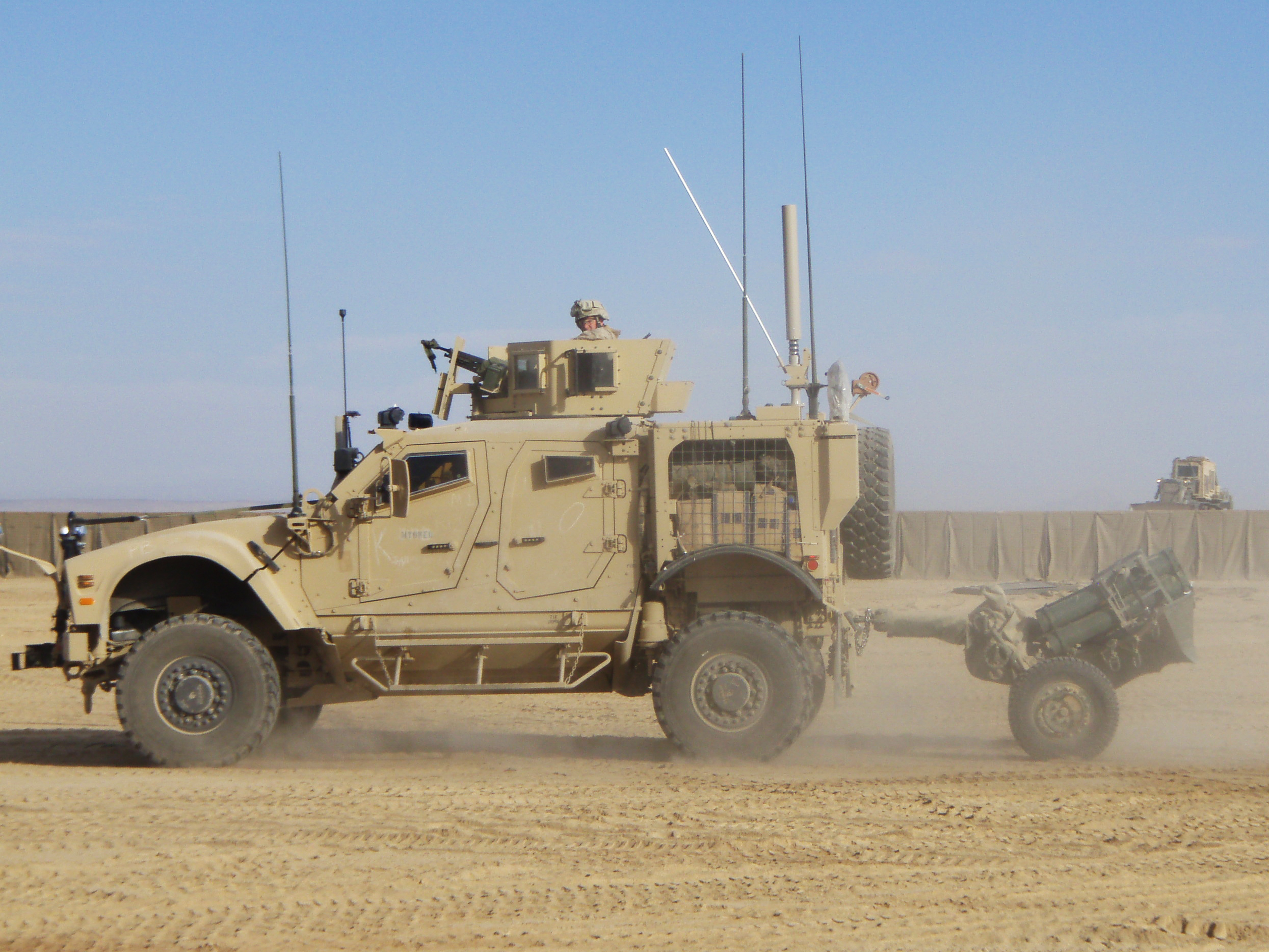
M327 120mm迫撃砲を牽引するM-ATV。
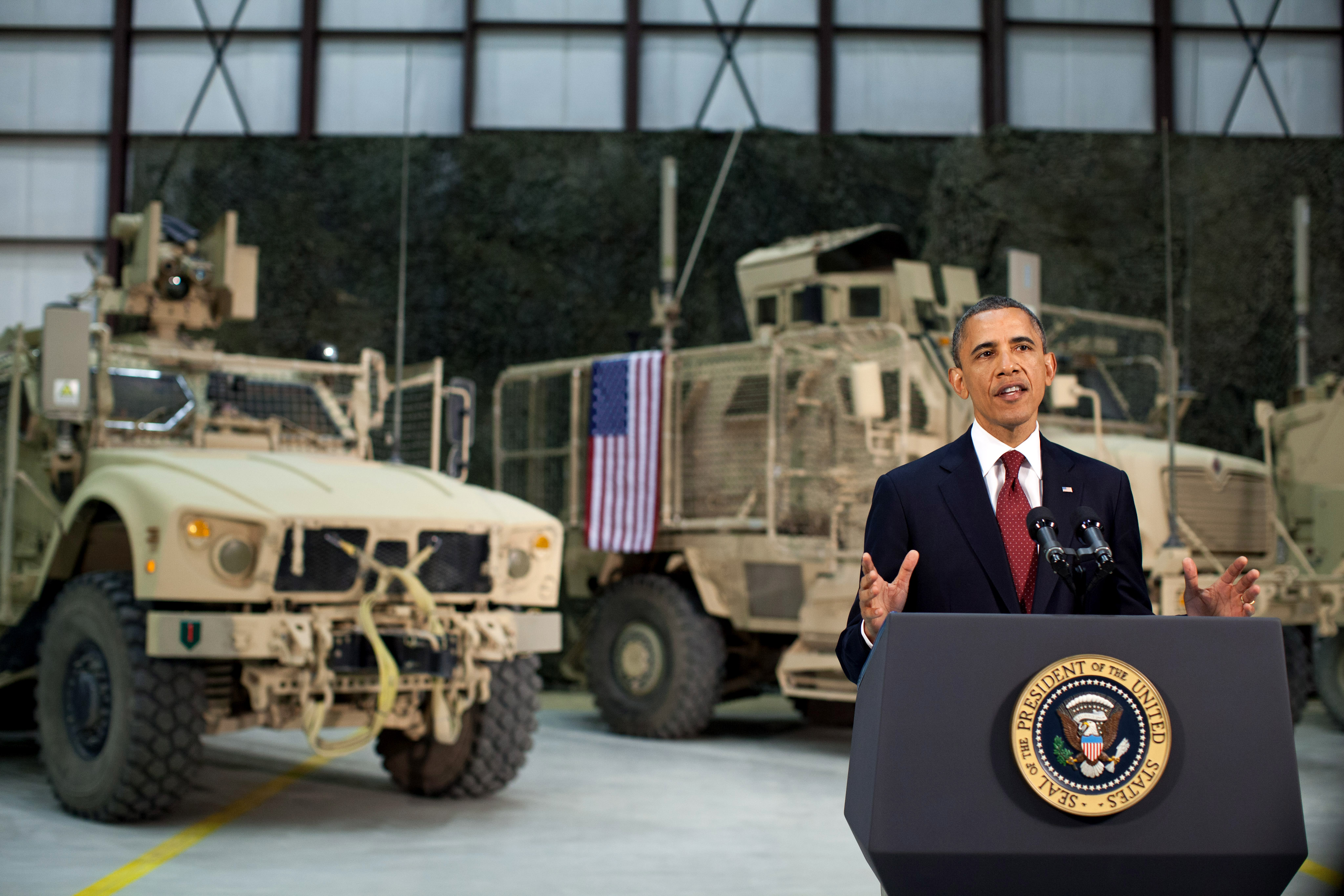
アフガニスタンで演説するオバマ大統領。2012年。後方左がM-ATV、右はマックスプロ。
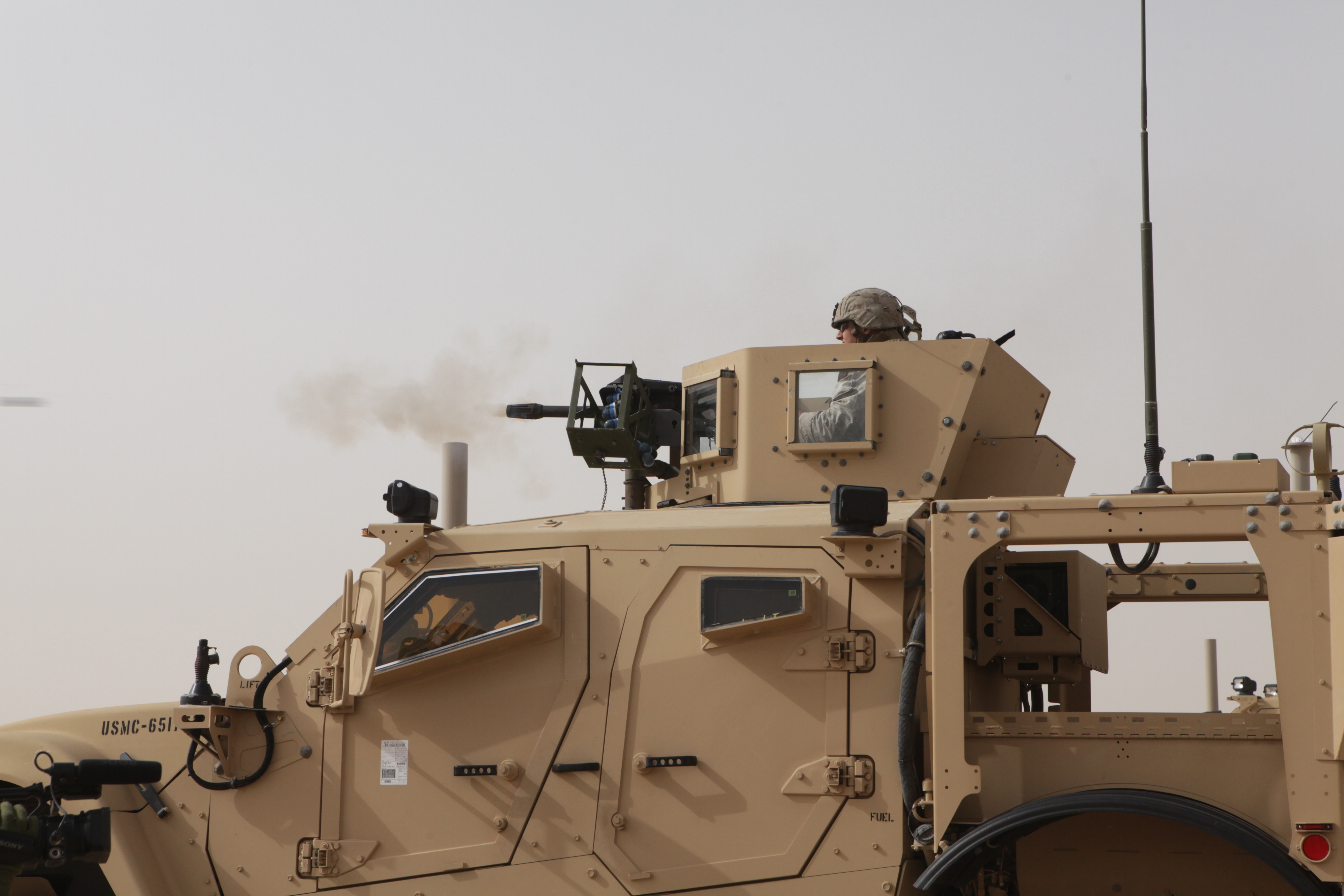
Mk19グレネードランチャーを装備したM-ATV。
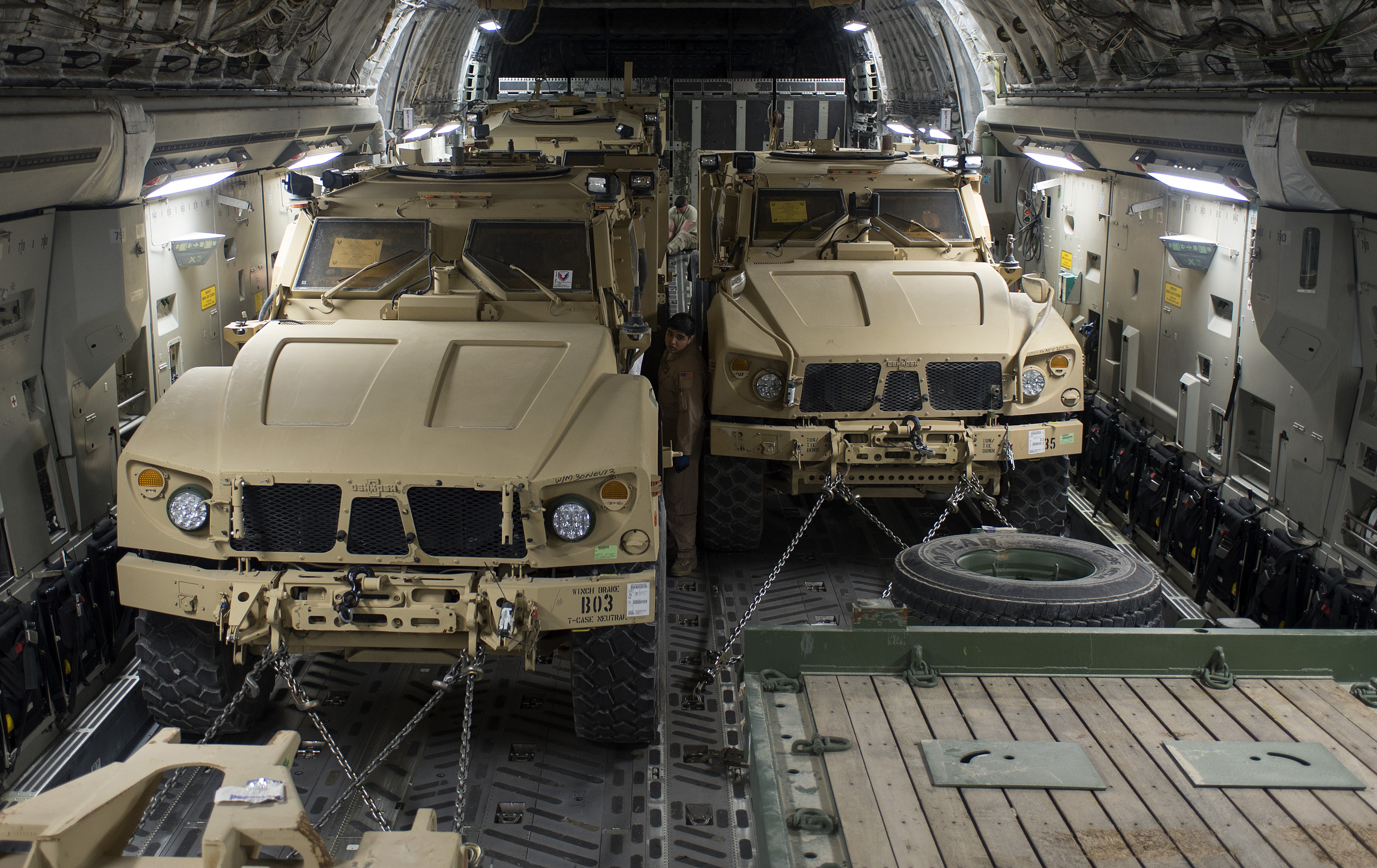
C-17 グローブマスターIIIにより空輸されるM-ATV。
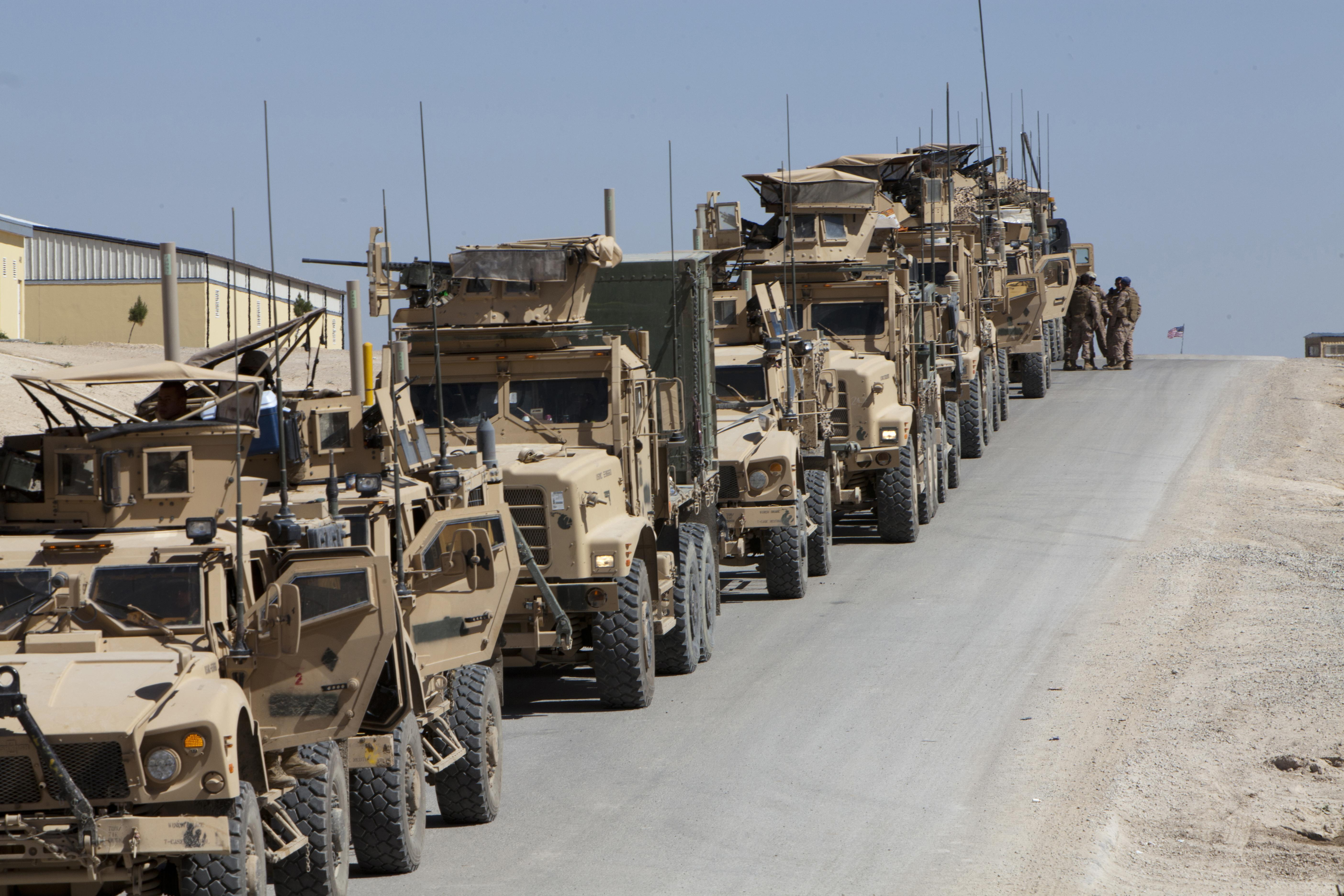
MTVRやLVSRと車列を組んで行動する海兵隊のM-ATV。2011年、アフガニスタン、ヘルマンド州。

## 採用国

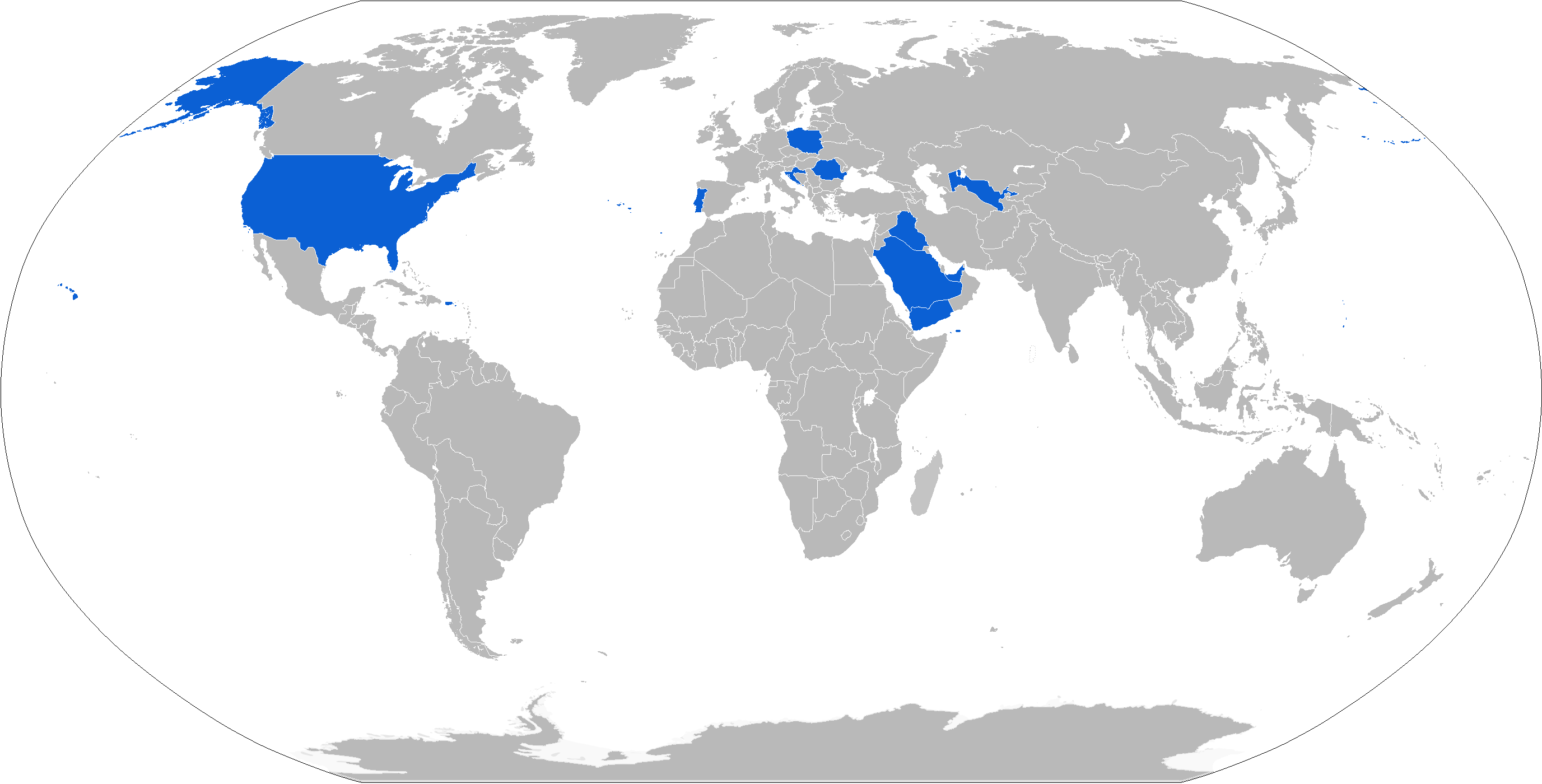
M-ATV採用国（2015年月時点）

アメリカ合衆国
アメリカ陸軍、海兵隊、特殊作戦軍、空軍、海軍で運用。総数8,722両。
 クロアチア
162両を発注し、2015年に15両が特殊部隊(SFCOM)、5両がサポートコマンド(SCOM)、2両が憲兵隊、78両が陸軍に部隊配備された。残り62両は2016年に配備予定。2024年時点で、クロアチア陸軍が53両のM-ATVを保有。
 ハンガリー
アフガニスタンでの作戦向けに一時的に運用。
 ポーランド
2015年に特殊部隊が45両を導入。
 サウジアラビア
エクステンデッド型を含め、450両程度を調達予定。
 アラブ首長国連邦
2011年に55両、2012年に750両を発注し、2013年8月に完納された。2014年に44両を追加発注。
 ウクライナ
2022年ロシアのウクライナ侵攻に伴いアメリカが326両供与。
 ウズベキスタン
2015年に308両のMRAP車両の調達を発表。M-ATVの他、マックスプロ、クーガーが含まれる。2023年時点で、ウズベキスタン陸軍が4両以上のM-ATVを保有している。
 イエメン
武装勢力フーシが、UAEから鹵獲したM-ATVを保有している。
アフリカ連合
2015年に20両のM-ATVがアフリカ連合のソマリアでの平和維持活動向けに導入された。キャスパー装甲兵員輸送車の代替となる予定である。

## 登場作品

### 漫画
『ゲート 自衛隊 彼の地にて、斯く戦えり』
漫画版において、アメリカから供与され自衛隊が特地に持ち込んだ装備の1つとして登場。

### ゲーム
『コール オブ デューティ ゴースト』
M2重機関銃とOGPKを搭載している車両と、両方搭載していない車両の2種が登場する。
『ARMA3』
NATOサイドの装甲車にハンターという名前でよく似た車両が登場している。